# Cosina maclachlani
Cosina maclachlani är en insektsart som först beskrevs av Herman Willem van der Weele 1904. 
Cosina maclachlani ingår i släktet Cosina och familjen myrlejonsländor. Inga underarter finns listade i Catalogue of Life.